# Коровакниги
«Коровакниги» — московское книжное издательство. Основано Алексеем Дьячковым и Матвеем Чепайтисом в 2005 году.
Издательство приобрело известность книжной серией «!Поставить», посвящённой новейшей драматургии — преимущественно российской: в серии вышли сборники пьес Василия Сигарева, Максима Курочкина, Данилы Привалова, Юрия Клавдиева и др.; издана и книга британского драматурга Мартина Макдонаха. Как отмечают специалисты,

для «Коровакниги» основным критерием отбора стала талантливость автора. <…> Издательство «Коровакниги» в лице директора Алексея Дьячкова считает важным представить драматические произведения в виде текстов не только для того, чтобы дать читателям возможность сравнить первоисточник со сценической интерпретацией, но и познакомить достаточно широкую аудиторию с теми пьесами, которые никогда не будут поставлены. В данном случае подчёркивается самостоятельность пьесы как литературного произведения. Такой подход позволяет опубликовать не только «лучшие», но и неизвестные, новые и ранние произведения драматургов. <…> актуальность — одно из важнейших свойств произведений, опубликованных в серии «Поставить!».

В серии «Короче», нацеленной, по словам руководителя издательства, на реабилитацию рассказа как прозаической формы, не менее интересной и важной, чем роман, выпущены новеллистические книги Поля Фурнеля, Теодора Фрэнсиса Поуиса и других авторов. Вне серий изданы сборник стихов современной японской поэтессы Мати Тавара «Именины салата» и поэтическая проза драматурга Ивана Вырыпаева «Июль».
Согласно записи в Живом Журнале главного редактора, работа издательства остановлена в январе 2010 года. Возобновлена в 2013 году изданием «Повести о Полечке» Виктора Іваніва, за которой последовали книги Станислава Снытко (2014), Андрея Жданова и Вячеслава Курицына (обе — 2015), Андрея Левкина (2016), Сергея Соколовского (2017). Новые книги составили так называемую «цветную серию». Кроме яркого оформления, для этих книг характерны ограниченный тираж (150 копий) и строго лимитированный объём публикуемых произведений (40000 знаков), иногда написанных авторами специально для издательства. После трагической смерти Виктора Іваніва, выполняя волю писателя, издательство занято публикацией его наследия, выпущены сборник стихов «Себастиан и в травме» (2015), сборники прозы «Конец Покемаря» и «Состоявшиеся игры, на которых я присутствовал» (обе — 2017).
Главный редактор — Алексей Дьячков.